# Melitturga rubricata
Melitturga rubricata là một loài Hymenoptera trong họ Andrenidae. Loài này được Morice mô tả khoa học năm 1916.